# Épône
Épône és un municipi francès, situat al departament d'Yvelines i a la regió de Illa de França. L'any 2007 tenia 6.345 habitants.
Forma part del cantó de Limay, del districte de Rambouillet i de la Comunitat urbana Grand Paris Seine et Oise.

## Demografia

### Població
El 2007 la població de fet d'Épône era de 6.345 persones. Hi havia 2.332 famílies, de les quals 525 eren unipersonals (240 homes vivint sols i 285 dones vivint soles), 669 parelles sense fills, 934 parelles amb fills i 204 famílies monoparentals amb fills.
La població ha evolucionat segons el següent gràfic:
Habitants censats

### Habitatges
El 2007 hi havia 2.494 habitatges, 2.383 eren l'habitatge principal de la família, 18 eren segones residències i 94 estaven desocupats. 1.820 eren cases i 610 eren apartaments. Dels 2.383 habitatges principals, 1.708 estaven ocupats pels seus propietaris, 641 estaven llogats i ocupats pels llogaters i 33 estaven cedits a títol gratuït; 75 tenien una cambra, 166 en tenien dues, 412 en tenien tres, 616 en tenien quatre i 1.113 en tenien cinc o més. 1.687 habitatges disposaven pel capbaix d'una plaça de pàrquing. A 1.020 habitatges hi havia un automòbil i a 1.125 n'hi havia dos o més.

### Piràmide de població
La piràmide de població per edats i sexe el 2009 era:
| Homes | Edats   | Dones |
| ----- | ------- | ----- |
| 0     | 95 o +  | 0     |
| 0     | 90 a 94 | 8     |
| 16    | 85 a 89 | 44    |
| 8     | 80 a 84 | 16    |
| 32    | 75 a 79 | 48    |
| 120   | 70 a 74 | 92    |
| 112   | 65 a 69 | 144   |
| 140   | 60 a 64 | 152   |
| 212   | 55 a 59 | 156   |
| 312   | 50 a 54 | 248   |
| 224   | 45 a 49 | 284   |
| 244   | 40 a 44 | 292   |
| 192   | 35 a 39 | 224   |
| 240   | 30 a 34 | 220   |
| 216   | 25 a 29 | 196   |
| 240   | 20 a 24 | 152   |
| 292   | 15 a 19 | 288   |
| 228   | 10 a 14 | 232   |
| 220   | 5 a 9   | 236   |
| 152   | 0 a 4   | 176   |

## Economia
El 2007 la població en edat de treballar era de 4.302 persones, 3.186 eren actives i 1.116 eren inactives. De les 3.186 persones actives 2.955 estaven ocupades (1.543 homes i 1.412 dones) i 231 estaven aturades (110 homes i 121 dones). De les 1.116 persones inactives 386 estaven jubilades, 421 estaven estudiant i 309 estaven classificades com a «altres inactius».

### Ingressos
El 2009 a Épône hi havia 2.403 unitats fiscals que integraven 6.554 persones, la mediana anual d'ingressos fiscals per persona era de 23.259 €.

### Activitats econòmiques
Dels 344 establiments que hi havia el 2007, 3 eren d'empreses extractives, 3 d'empreses alimentàries, 6 d'empreses de fabricació de material elèctric, 1 d'una empresa de fabricació d'elements pel transport, 16 d'empreses de fabricació d'altres productes industrials, 53 d'empreses de construcció, 101 d'empreses de comerç i reparació d'automòbils, 25 d'empreses de transport, 17 d'empreses d'hostatgeria i restauració, 17 d'empreses d'informació i comunicació, 13 d'empreses financeres, 13 d'empreses immobiliàries, 41 d'empreses de serveis, 22 d'entitats de l'administració pública i 13 d'empreses classificades com a «altres activitats de serveis».
Dels 70 establiments de servei als particulars que hi havia el 2009, 1 era una oficina d'administració d'Hisenda pública, 1 oficina de correu, 1 una oficina bancària, 4 tallers de reparació d'automòbils i de material agrícola, 1 taller d'inspecció tècnica de vehicles, 1 autoescola, 9 paletes, 5 guixaires pintors, 6 fusteries, 9 lampisteries, 6 electricistes, 6 empreses de construcció, 5 perruqueries, 1 veterinari, 7 restaurants, 4 agències immobiliàries, 1 tintoreria i 2 salons de bellesa.
Dels 17 establiments comercials que hi havia el 2009, 1 era un hipermercat, 1 una gran superfície de material de bricolatge, 3 fleques, 1 una fleca, 1 una carnisseria, 1 una peixateria, 3 botigues de mobles, 1 una botiga de mobles, 3 drogueries, 1 un drogueria i 1 una joieria.
L'any 2000 a Épône hi havia 7 explotacions agrícoles.

## Equipaments sanitaris i escolars
El 2009 hi havia 2 farmàcies i 1 ambulància.
El 2009 hi havia 3 escoles maternals i 3 escoles elementals. Épône disposava d'un col·legi d'educació secundària amb 587 alumnes.

## Poblacions més properes
El següent diagrama mostra les poblacions més properes.